# Une part du ciel
Pour plus de détails, voir Fiche technique et Distribution.
Une part du ciel est un film franco-belge réalisé par Bénédicte Liénard, sorti en 2002.

## Synopsis
Le quotidien de Claudine se résume par la répétition dû à son travail dans une usine et l'ennui. Tandis que Joanna, de son côté, purge une peine de prison. Pour elle aussi, le quotidien est une succession de gestes qui se ressemblent. À la suite d'une faute, Joanna s'est retrouvée incarcérée parce que Claudine n'a pas su, ou voulu, la soutenir. Elle mène un combat contre la justice  durant son séjour. Pour cela, Claudine devra témoigner en sa faveur.

## Fiche technique
- Titre original : Une part du ciel
- Réalisateur et scénariste : Bénédicte Liénard
- Producteurs : Jacques Bidou, Marianne Dumoulin, Eddy Géradon-Luyckx, Donato Rotunno et Joseph Rouschop
- Directeur de la photographie : Hélène Louvart
- Montage : Marie-Hélène Dozo
- Distribution des rôles : Annette Trumel
- Création des décors : Patrick Dechesne et Alain-Pascal Housiaux
- Création des costumes : Monic Parelle
- Société de production : Canal+, CNC, France 2 Cinéma, JBA Production, RTBF, Tarantula, Arte France Cinéma
- Société de distribution : Ad Vitam Distribution
- Pays de production :  France- Belgique
- Genre : drame
- Durée : 85 minutes
- Dates de sortie :
  - France : 18 septembre 2002
  - Belgique : 4 septembre 2002

## Distribution
- Séverine Caneele : Joanna
- Sofia Leboutte : Claudine
- Yolande Moreau : Mme Pasquier
- Olivier Gourmet : l'avocat de Joanna
- Josiane Stoléru : Mme Picri
- Christian Crahay
- André Wilms : Warde

## Producteurs
- Jacques Bidou
- Marianne Dumoulin
- Joseph Rouschop
- Donato Rotunno
- Eddy Geradon-Luyckx